# Paratheocris olivacea
Paratheocris olivacea là một loài bọ cánh cứng trong họ Cerambycidae.